# Подельно
Подельно — деревня в Опочецком районе Псковской области. Входит в состав Болгатовской волости
Расположена в 32 км к востоку от города Опочка и в 5 км к востоку от деревни Болгатово.
Численность населения по оценке на конец 2000 года составляла 9 человек, на 2011 год — 3 человека.